# Acanthopleuroceras
Acanthopleuroceras – rodzaj amonitów
Żył w okresie jury (pliensbach).